# Niels Vorenhout
Niels Vorenhout (17 maart 1980) is een voormalig basketbalspeler en basketbalcoach. Van 2013 tot 2013 was hij hoofdcoach van BSW. Als speler kwam Vorenhout zeven seizoenen uit voor die club.